# تجميع النباتات

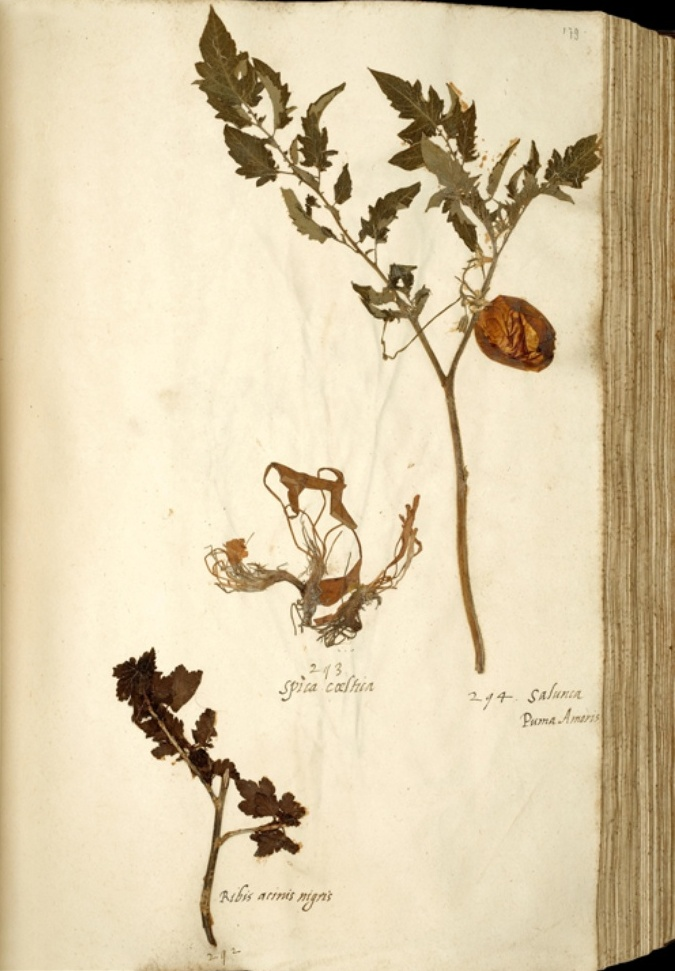

يشمل تجميع النباتات شراء العينات النباتية الحية أو المجففة، لأغراض البحوث أو الزراعة أو هواية.

## جمع العينات الحية
يعد جمع العينات النباتية الحية من البرية، والذي يشار إليه أحيانًا باسم صيد النباتات، أحد الأنشطة التي حدثت لعدة قرون. وقد وُجد أول دليل مسجل على صيد النباتات عام 1495 قبل الميلاد عندما أرسل علماء النبات إلى الصومال لجمع أشجار البخور من أجل الملكة حتشبسوت. كما شهد العصر الفكتوري زيادة في نشاط صيد النباتات فقد استكشف مغامرو استكشاف النباتات العالم للعثور على النباتات الغريبة لإحضارها لبلدهم، وغالبًا ما يتعرضون لمخاطر شخصية كبيرة. وغالبًا ما ينتهي المطاف بهذه النباتات في حدائق نباتية أو حدائق خاصة بجامعي النباتات الأثرياء. ومن ضمن صائدي النباتات الكثيرين في هذه الفترة وليام لوب وشقيقه توماس لوب وجورج فورست وجوزيف دالتون هوكر وتشارلز ماريز وروبرت فورتشن.

## جمع العينات المعشبة
تجمع العينات المعشبة من النباتات لعدد من الاستخدامات المختلفة. حيث يمكنها المساعدة في التحديد الدقيق وتوفير سجل بالأنواع للوقت والمكان الذي يمكن استخدامها فيه على خرائط التوزيع. كما يمكنها توفير مواد بيولوجية للباحثين ونقطة مرجعية لتوثيق الأسماء والقسائم العلمية للبحوث ومجموعات البذور.

## هواية تجميع النباتات
ربما يشير تجميع النباتات أيضًا إلى هواية، حيث يقوم الهاوي بأخذ عينات محددة من أنواع النباتـات الموجودة في الطبيعة ويقوم بتجفيفها وتخزينها في ألبوم الورق، وهو معشبة بسيطة، وبجانبها معلومات عن الموقع التي عثر عليها فيه وتاريخ العثور وما إلى ذلك من المعلومات العلمية اللازمة. ومثلما هو الحال مع العديد من هوايات التجميع، قيمت عينات نادرة. ومع ذلك، عند تجميع الكائنات الحية، يجب أن تفوق جوانب الحفظ طموحات الجامع. وقد أدى هذا في بعض الحالات إلى مشاركة الجامع طوعيًا، مما ساعد العلماء في بعض مجالات البحث بشرط أن يتمكن من تخزين «ما قام بجمعه». وفي الواقع، عثر على العديد من الأنواع في البداية ضمن مجموعة من مجموعات أحد هواة الجمع، وذلك من الناحية التاريخية.
وعادة يمكن التعرف على النبات في الطبيعة، مادام كان ثابتًا. وقد قاد ظهور الكاميرات الرقمية العديد من هواة جمع النباتات إلى تبديل هذه الهواية تمامًا بهواية التصوير الفوتوغرافي. وتحول البعض إلى تجميع عينات حية من أنواع مختلفة من النباتات في حدائق منازلهم، وبناء نوع من «الحديقة النباتية الخاصة». وتخصص البعض الآخر في أحد المجموعات المحددة، وكان من بين أكثر المجموعات تجميعًا السحلبيات والورود ومستنبتاتهم.

## مصطلحات
«اكتشاف» النبات يعني المرة الأولى التي سجلت فيها نبات جديد لأغراض علمية، وترسل، غالبًا في شكل نباتات جافة ومضغوطة (عينة معشبة)، إلى مؤسسة نباتية مثل حدائق كيو في لندن، حيث تفحص وتصنف وتسمى. بينما «تقديم» النبات يعني المرة الأولى التي يجري فيها إعادة شيء حي - مثل بذور أو شتلات أو النبات بأكمله إلى أوروبا. وبالتالي، اكتشف شجرة المناديل (Davidia involucrata) الأب ديفيد عام 1869 ولكن أحضرها إلى بريطانيا إرنست ويلسون عام 1901.
غالبًا، حدث هذان الحدثان في وقت واحد: إذ اكتشف السير جوزيف هوكر وردية رودودندرون في جبال الهيمالايا وقدمها بين عامي 1849 و1851.

## وصلات خارجية
- إرشادات التنوع الوراثي في تجميع النباتات